# 나노재료
나노재료 또는 나노물질(nanomaterials)은 원칙적으로 단일 단위의 크기가 1~100nm(나노스케일의 일반적인 정의) 사이인 물질을 말한다.
나노재료 연구는 미세 가공 연구를 지원하기 위해 개발된 재료 계측 및 합성의 발전을 활용하여 나노기술에 대한 재료과학 기반 접근 방식을 취한다. 나노 규모의 구조를 지닌 재료는 종종 독특한 광학적, 전자적, 열물리적 또는 기계적 특성을 갖는다.
나노물질은 서서히 상용화되어 상품으로 등장하기 시작하고 있다.

## 정의
ISO/TS 80004에서 나노물질은 "나노 규모의 외부 치수를 갖거나 나노 규모의 내부 구조 또는 표면 구조를 갖는 물질"로 정의되며, 나노 규모는 "대략 1 nm에서 100 nm까지의 길이 범위"로 정의된다. 여기에는 개별 물질 조각인 나노 물체와 나노 규모의 내부 또는 표면 구조를 갖는 나노구조 물질이 모두 포함된다. 나노물질은 이 두 범주 모두에 속할 수 있다.
2011년 10월 18일, 유럽연합 집행위원회는 나노물질에 대해 다음과 같은 정의를 채택했다.
결합되지 않은 상태, 응집체 또는 응집체의 입자를 함유하고 수 크기 분포에서 입자의 50% 이상이 하나 이상의 외부 치수가 1nm - 100nm 크기 범위에 있는 천연, 부수적 또는 제조된 물질이다. 특정한 경우와 환경, 건강, 안전 또는 경쟁력에 대한 우려가 있는 경우 50%의 수 규모 분포 임계값은 1%에서 50% 사이의 임계값으로 대체될 수 있다.

## 같이 보기
- 인공효소